# Campeonato Europeu de Atletismo em Pista Coberta de 2013 - Pentatlo feminino
A prova do pentatlo feminino do Campeonato Europeu de Atletismo em Pista Coberta de 2013 foi disputada no dia 1 de março de 2013 no Scandinavium em Gotemburgo, Suécia. 

## Recordes
Antes desta competição, os recordes mundiais e do campeonato nesta prova eram os seguintes:
|                       | Nome               | Nacionalidade | Pontos   | Local    | Data               |
| --------------------- | ------------------ | ------------- | -------- | -------- | ------------------ |
| Recorde mundial       | Natallia Dobrynska | Ucrânia       | 5013 pts | Istambul | 9 de março de 2012 |
| Recorde do campeonato | Carolina Klüft     | Suécia        | 4948 pts | Madri    | 5 de março de 2005 |
| Recorde europeu       | Natallia Dobrynska | Ucrânia       | 5013 pts | Istambul | 9 de março de 2012 |

## Medalhistas
| Ouro                             | Prata                | Bronze                  |
| Ida Antoinette Nana Djimou (FRA) | Yana Maksimava (BLR) | Hanna Melnychenko (UKR) |

## Cronograma
Todos os horários são locais (UTC+2).
| Data       | Hora  | Evento                  |
| ---------- | ----- | ----------------------- |
| 1 de março | 10:00 | 60 metros com barreiras |
| 1 de março | 10:40 | Salto em altura         |
| 1 de março | 12:40 | Arremesso de peso       |
| 1 de março | 17:01 | Salto em distância      |
| 1 de março | 19:55 | 800 metros              |

## Resultados

### 60 metros com barreiras
A prova foi realizada às 10:00.
| Posição | Bateria | Raia | Atleta                     | Nacionalidade | Tempo | Notas                | Pontos |
| ------- | ------- | ---- | -------------------------- | ------------- | ----- | -------------------- | ------ |
| 1       | 2       | 3    | Ida Antoinette Nana Djimou | França        | 8.12  | Recorde da temporada | 1102   |
| 2       | 2       | 6    | Hanna Melnychenko          | Ucrânia       | 8.27  | Recorde pessoal      | 1068   |
| 3       | 2       | 7    | Nadine Broersen            | Países Baixos | 8.32  | Recorde pessoal      | 1057   |
| 4       | 2       | 4    | Ellen Sprunger             | Suíça         | 8.32  | Recorde pessoal      | 1057   |
| 5       | 2       | 5    | Sofia Linde                | Suécia        | 8.36  | Recorde pessoal      | 1048   |
| 6       | 1       | 4    | Remona Fransen             | Países Baixos | 8.43  | Recorde pessoal      | 1032   |
| 7       | 1       | 6    | Ellinore Hallin            | Suécia        | 8.43  | Recorde pessoal      | 1032   |
| 8       | 2       | 8    | Beatrice Puiu              | Roménia       | 8.59  |                      | 997    |
| 9       | 2       | 1    | Ekaterina Bolshova         | Rússia        | 8.61  |                      | 993    |
| 10      | 1       | 3    | Nafissatou Thiam           | Bélgica       | 8.63  | Recorde pessoal      | 989    |
| 11      | 1       | 7    | Yana Maksimava             | Bielorrússia  | 8.63  |                      | 989    |
| 12      | 1       | 5    | Katsiaryna Netsviatayeva   | Bielorrússia  | 8.65  |                      | 984    |
| 13      | 2       | 2    | Laura Ikauniece            | Letônia       | 8.67  | Recorde da temporada | 980    |
| 14      | 1       | 2    | Alina Fyodorova            | Ucrânia       | 8.79  |                      | 954    |
| 15      | 1       | 8    | Julia Mächtig              | Alemanha      | 8.95  | Recorde da temporada | 920    |

### Salto em altura
A prova foi realizada às 10:40.
| Posição | Atleta                     | Nacionalidade | 1.60 | 1.63 | 1.66 | 1.69 | 1.72 | 1.75 | 1.78 | 1.81 | 1.84 | 1.87 | 1.90 | 1.93 | Resultados | Pontos | Notas                | Total |
| ------- | -------------------------- | ------------- | ---- | ---- | ---- | ---- | ---- | ---- | ---- | ---- | ---- | ---- | ---- | ---- | ---------- | ------ | -------------------- | ----- |
| 1       | Yana Maksimava             | Bielorrússia  | –    | –    | –    | –    | –    | –    | o    | o    | o    | xo   | xxo  | xxx  | 1.90       | 1106   | =                    | 2095  |
| 2       | Nafissatou Thiam           | Bélgica       | –    | –    | –    | –    | o    | o    | o    | o    | xo   | xxo  | xxx  |      | 1.87       | 1067   | =                    | 2056  |
| 3       | Nadine Broersen            | Países Baixos | –    | –    | –    | –    | o    | o    | o    | xo   | o    | xxx  |      |      | 1.84       | 1029   | Recorde da temporada | 2086  |
| 4       | Remona Fransen             | Países Baixos | –    | –    | –    | o    | o    | o    | o    | o    | xxx  |      |      |      | 1.81       | 991    | Recorde da temporada | 2023  |
| 5       | Hanna Melnychenko          | Ucrânia       | –    | –    | –    | o    | o    | o    | o    | xxo  | xxx  |      |      |      | 1.81       | 991    | Recorde da temporada | 2059  |
| 6       | Sofia Linde                | Suécia        | –    | o    | o    | o    | xo   | o    | o    | xxx  |      |      |      |      | 1.78       | 953    | Recorde pessoal      | 2001  |
| 7       | Alina Fyodorova            | Ucrânia       | –    | –    | o    | xo   | o    | o    | xo   | xxx  |      |      |      |      | 1.78       | 953    |                      | 1907  |
| 8       | Ekaterina Bolshova         | Rússia        | –    | –    | –    | –    | o    | xo   | xxo  | xxx  |      |      |      |      | 1.78       | 953    |                      | 1946  |
| 9       | Laura Ikauniece            | Letônia       | –    | –    | –    | –    | –    | o    | xxx  |      |      |      |      |      | 1.75       | 916    | Recorde da temporada | 1896  |
| 10      | Julia Mächtig              | Alemanha      | –    | –    | o    | o    | o    | xo   | xxx  |      |      |      |      |      | 1.75       | 916    | Recorde pessoal      | 1836  |
| 11      | Ida Antoinette Nana Djimou | França        | –    | –    | o    | –    | xo   | xo   | xxx  |      |      |      |      |      | 1.75       | 916    | Recorde da temporada | 2018  |
| 12      | Ellinore Hallin            | Suécia        | o    | o    | o    | o    | o    | xxx  |      |      |      |      |      |      | 1.72       | 879    | Recorde pessoal      | 1911  |
| 12      | Beatrice Puiu              | Roménia       | o    | o    | o    | o    | o    | xxx  |      |      |      |      |      |      | 1.72       | 879    |                      | 1876  |
| 14      | Ellen Sprunger             | Suíça         | o    | o    | xxo  | xo   | xxx  |      |      |      |      |      |      |      | 1.69       | 842    |                      | 1899  |
| 15      | Katsiaryna Netsviatayeva   | Bielorrússia  | o    | o    | o    | xxo  | xxx  |      |      |      |      |      |      |      | 1.69       | 842    | Recorde pessoal      | 1826  |

### Arremesso de peso
A prova foi realizada às 12:40.
| Posição | Atleta                     | Nacionalidade | #1    | #2    | #3    | Resultados | Notas                | Pontos | Total |
| ------- | -------------------------- | ------------- | ----- | ----- | ----- | ---------- | -------------------- | ------ | ----- |
| 1       | Julia Mächtig              | Alemanha      | 15.97 | x     | 15.42 | 15.97      | Recorde pessoal      | 926    | 2762  |
| 2       | Ida Antoinette Nana Djimou | França        | 13.70 | 14.75 | 15.35 | 15.35      |                      | 884    | 2902  |
| 3       | Yana Maksimava             | Bielorrússia  | 13.84 | x     | 14.65 | 14.65      | Recorde da temporada | 837    | 2932  |
| 4       | Alina Fyodorova            | Ucrânia       | 14.47 | 14.62 | 14.36 | 14.62      |                      | 835    | 2742  |
| 5       | Sofia Linde                | Suécia        | 11.70 | 12.33 | 14.14 | 14.14      | Recorde pessoal      | 803    | 2804  |
| 6       | Nafissatou Thiam           | Bélgica       | 13.34 | 13.88 | 12.81 | 13.88      |                      | 786    | 2842  |
| 7       | Hanna Melnychenko          | Ucrânia       | 13.57 | 13.82 | x     | 13.82      | Recorde da temporada | 782    | 2841  |
| 8       | Beatrice Puiu              | Roménia       | 13.69 | x     | 13.74 | 13.74      | Recorde pessoal      | 777    | 2653  |
| 9       | Ellinore Hallin            | Suécia        | x     | 13.45 | 13.71 | 13.71      | Recorde pessoal      | 775    | 2686  |
| 10      | Remona Fransen             | Países Baixos | 13.42 | 13.23 | x     | 13.42      | Recorde da temporada | 755    | 2778  |
| 11      | Katsiaryna Netsviatayeva   | Bielorrússia  | 13.33 | x     | x     | 13.33      |                      | 749    | 2575  |
| 12      | Nadine Broersen            | Países Baixos | 13.16 | 13.07 | x     | 13.16      | Recorde da temporada | 738    | 2824  |
| 13      | Ekaterina Bolshova         | Rússia        | 12.00 | —     | —     | 12.00      |                      | 661    | 2607  |
| 14      | Ellen Sprunger             | Suíça         | 11.52 | 11.91 | 11.87 | 11.91      |                      | 655    | 2554  |
| 15      | Laura Ikauniece            | Letônia       | 11.34 | 11.91 | 11.78 | 11.91      | Recorde pessoal      | 655    | 2551  |

### Salto em distância
A prova foi realizada às 17:01.
| Posição | Atleta                     | Nacionalidade | #1   | #2   | #3   | Resultados | Notas                | Pontos | Total |
| ------- | -------------------------- | ------------- | ---- | ---- | ---- | ---------- | -------------------- | ------ | ----- |
| 1       | Ida Antoinette Nana Djimou | França        | 6.10 | 6.25 | 6.32 | 6.32       | Recorde da temporada | 949    | 3851  |
| 2       | Remona Fransen             | Países Baixos | x    | 6.10 | 6.29 | 6.29       | Recorde pessoal      | 940    | 3718  |
| 3       | Beatrice Puiu              | Roménia       | 5.83 | x    | 6.19 | 6.19       | Recorde pessoal      | 908    | 3561  |
| 4       | Nafissatou Thiam           | Bélgica       | 6.06 | 6.17 | 6.02 | 6.17       |                      | 902    | 3744  |
| 5       | Hanna Melnychenko          | Ucrânia       | 5.44 | 6.17 | x    | 6.17       |                      | 902    | 3743  |
| 6       | Sofia Linde                | Suécia        | 5.70 | 6.12 | x    | 6.12       | Recorde pessoal      | 887    | 3691  |
| 7       | Nadine Broersen            | Países Baixos | 5.78 | x    | 6.11 | 6.11       | Recorde pessoal      | 883    | 3707  |
| 8       | Alina Fyodorova            | Ucrânia       | 5.99 | x    | 6.03 | 6.03       |                      | 859    | 3601  |
| 9       | Julia Mächtig              | Alemanha      | 5.54 | 5.98 | x    | 5.98       | Recorde da temporada | 843    | 3605  |
| 10      | Ellinore Hallin            | Suécia        | x    | 5.97 | 5.73 | 5.97       | Recorde pessoal      | 840    | 3526  |
| 11      | Yana Maksimava             | Bielorrússia  | 5.94 | x    | 5.81 | 5.94       | Recorde da temporada | 831    | 3763  |
| 12      | Laura Ikauniece            | Letônia       | 5.92 | 5.84 | 5.80 | 5.92       | Recorde da temporada | 825    | 3376  |
| 13      | Ellen Sprunger             | Suíça         | 5.75 | 4.48 | -    | 5.75       |                      | 774    | 3325  |
| 14      | Katsiaryna Netsviatayeva   | Bielorrússia  | x    | 5.47 | 5.55 | 5.55       |                      | 715    | 3290  |
| 15      | Ekaterina Bolshova         | Rússia        |      |      |      | DNS        | 0                    |        | DNF   |

### 800 metros
A prova foi realizada às 19:55.
| Posição | Bateria | Raia | Atleta                     | Nacionalidade | Tempo   | Notas                | Pontos |
| ------- | ------- | ---- | -------------------------- | ------------- | ------- | -------------------- | ------ |
| 1       | 2       | 4    | Yana Maksimava             | Bielorrússia  | 2:14.84 |                      | 895    |
| 2       | 2       | 2    | Hanna Melnychenko          | Ucrânia       | 2:17.01 | Recorde da temporada | 865    |
| 3       | 1       | 5    | Julia Mächtig              | Alemanha      | 2:17.49 | Recorde pessoal      | 858    |
| 4       | 2       | 1    | Remona Fransen             | Países Baixos | 2:17.88 | Recorde da temporada | 853    |
| 5       | 1       | 1    | Laura Ikauniece            | Letônia       | 2:18.24 | Recorde da temporada | 848    |
| 6       | 1       | 2    | Ellinore Hallin            | Suécia        | 2:18.37 | Recorde pessoal      | 846    |
| 7       | 2       | 6    | Sofia Linde                | Suécia        | 2:18.77 | Recorde pessoal      | 840    |
| 8       | 1       | 4    | Alina Fyodorova            | Ucrânia       | 2:20.36 |                      | 819    |
| 9       | 2       | 5    | Ida Antoinette Nana Djimou | França        | 2:20.62 | Recorde da temporada | 815    |
| 10      | 1       | 6    | Katsiaryna Netsviatayeva   | Bielorrússia  | 2:21.59 |                      | 802    |
| 11      | 2       | 3    | Nafissatou Thiam           | Bélgica       | 2:25.64 |                      | 749    |
| 12      | 1       | 3    | Beatrice Puiu              | Roménia       | DSQ     | R 163.3b             | 0      |
| 12      | 2       | 1    | Nadine Broersen            | Países Baixos | DSQ     | R 163.3b             | 0      |
| 13      | 1       | 6    | Ellen Sprunger             | Suíça         | DNS     |                      |        |

### Classificação final
| Posição           | Atleta                     | Nacionalidade | Pontos | Notas                |
| ----------------- | -------------------------- | ------------- | ------ | -------------------- |
| Medalha de ouro   | Ida Antoinette Nana Djimou | França        | 4666   |                      |
| Medalha de prata  | Yana Maksimava             | Bielorrússia  | 4658   | Recorde pessoal      |
| Medalha de bronze | Hanna Melnychenko          | Ucrânia       | 4604   |                      |
| 4                 | Remona Fransen             | Países Baixos | 4571   | Recorde da temporada |
| 5                 | Sofia Linde                | Suécia        | 4531   | Recorde pessoal      |
| 6                 | Nafissatou Thiam           | Bélgica       | 4493   |                      |
| 7                 | Julia Mächtig              | Alemanha      | 4463   | Recorde da temporada |
| 8                 | Alina Fyodorova            | Ucrânia       | 4420   |                      |
| 9                 | Ellinore Hallin            | Suécia        | 4372   | Recorde pessoal      |
| 10                | Laura Ikauniece            | Letônia       | 4224   |                      |
| 11                | Katsiaryna Netsviatayeva   | Bielorrússia  | 4092   |                      |
| 12                | Nadine Broersen            | Países Baixos | 3707   |                      |
| 13                | Beatrice Puiu              | Roménia       | 3561   |                      |
| 15                | Ellen Sprunger             | Suíça         | DNF    |                      |
| 16                | Ekaterina Bolshova         | Rússia        | DNF    |                      |

Legenda
| Recorde mundial       | Recorde mundial (World record)               |                       | Recorde africano                      | Recorde africano (African) |                                           | Q | Classificado por posição (Qualified) |
| Recorde do campeonato | Recorde do campeonato (Championship record)  | Recorde da América    | Recorde da América (Americas)         | q                          | Classificado por melhor tempo (Qualified) |   |                                      |
| Melhor marca do ano   | Melhor marca do ano (World leading)          | Recorde asiático      | Recorde asiático (Asian)              | DNS                        | Não largou (Did not start)                |   |                                      |
| Recorde nacional      | Recorde nacional (National record)           | Recorde europeu       | Recorde europeu (European)            | DNF                        | Não terminou (Did not finish)             |   |                                      |
| Recorde pessoal       | Recorde pessoal do atleta (Personal best)    | Recorde da Oceania    | Recorde da Oceania (Oceania)          | DSQ / DQ                   | Desclassificado (Disqualified)            |   |                                      |
| Recorde da temporada  | Recorde da temporada do atleta (Season best) | Recorde sul-americano | Recorde sul-americano (South America) | NM                         | Sem marca (No mark)                       |   |                                      |